# Vena azygos
La vena azygos (dal gr. ἄζῦγος  "senza giogo") è un grosso vaso impari asimmetrico, situato nella cavità toracica e addominale.

## Origine, decorso e rapporti
Essa origina come continuazione della vena lombare ascendente destra. Percorre la cavità addominale addossata al lato destro dei corpi vertebrali, in direzione craniale, attraversa il diaframma tra il pilastro mediale e intermedio destro e giunta nel mediastino forma l'arco della azygos, passando dietro al bronco di destra e andando ad estuare nella vena cava superiore. Lungo il suo decorso riceve come tributarie tutte le vene intercostali di destra, la vena emiazygos, che raccoglie il sangue refluo dalle intercostali inferiori di sinistra, e quella accessoria, che lo raccoglie dalle intercostali superiori di sinistra; queste due vene poi, a livello della settima vertebra toracica si uniscono, decorrono trasversalmente  nel mediastino e terminano nella vena azygos.
Questa vena può assumere una grande importanza in certe situazioni, in quanto, se la vena cava inferiore risulta ostruita, il sangue refluo della parte sottodiaframmatica del corpo può raggiungere ugualmente il cuore. Ha una lunghezza di circa 20-25 cm ed un diametro di approssimativamente 10 mm al suo sbocco.

## Rami affluenti
Gli affluenti della vena azygos possono essere divisi in rami parietali e rami viscerali.
Rami parietali: vene intercostali, vena intercostale suprema destra, vena emiazygos, vena emiazygos accessoria, vene freniche superiori, plesso venoso vertebrale.
Rami viscerali: vene bronchiali, vene esofagee, vene mediastiniche.